# Bernhard Brugger
Bernhard Brugger (* 25. Dezember 1966 in Salzburg) ist ein ehemaliger österreichischer Fußballschiedsrichter.

## Karriere
Brugger ist seit dem 1. Mai 1982 als Schiedsrichter aktiv. Sein Debüt in der 1. Liga gab er am 8. Juni 1994 bei der Partie zwischen dem VSE St. Pölten und dem SK Sturm Graz vor 1.000 Zuschauern.
1999 wurde er auf die FIFA-Liste berufen und fortan auf internationaler Ebene eingesetzt.
Während seiner Laufbahn leitete er 211 Spiele der Österreichischen Bundesliga sowie 103 Spiele in der zweithöchsten österreichischen Spielklasse. Zudem pfiff er 63 Spiele auf internationaler Ebene.
Zu den Highlights seiner Karriere zählten Spiele der WM-Qualifikation in den Jahren 2001 und 2005 sowie die Endspiele des ÖFB-Supercups der Saison 2001/02 zwischen dem FC Tirol Innsbruck und dem FC Kärnten vor 6.700 Zuschauern und des ÖFB-Cups zwischen dem Grazer AK und Sturm Graz vor 15.400 Zuschauern in derselben Saison.
2011 beendete er seine Karriere, da er die Altersgrenze von 45 Jahren erreichte. Er wohnt in Salzburg.